# Гебауэр, Томас
То́мас Ге́бауэр (нем. Thomas Gebauer; 30 июня 1982, Аугсбург, Германия) — немецкий футболист, вратарь клуба ЛАСК.

## Клубная карьера
Воспитанник футбольного клуба «Майтлинген». В сезоне 2004/05 дебютировал в Региональной лиге «Юг», сыграв 10 матчей за вторую команду «Мюнхена 1860». Сезон 2005/06 провёл в команде той же лиги «Байройт». С 2006 года является игроком австрийского «Рида». В сезоне 2010/11 помог своей команде завоевать кубок Австрии, сыграв «на ноль» в финальном матче турнира против «Аустрии» из Лустенау.
В сезоне 2018/19 Гебауэр перешёл в ЛАСК, подписав с клубом контракт до июня 2021 года. В июле 2024 года объявил о завершении игровой карьеры.

## Достижения
- Обладатель Кубка Австрии: 2010/11